# L'appel du vide
 Der er for få eller ingen kildehenvisninger i denne artikel, hvilket er et problem. Du kan hjælpe ved at angive troværdige kilder til de påstande, som fremføres i artiklen.

L'appel du vide, på dansk kaldt "Tomrummets kald", er et fransk udtryk brugt inden for filosofi til at beskrive en pludselig tiltrækning mod en umiddelbar farlig eller ikke logisk handling, såsom at springe ud fra toppen af en bygning eller hoppe over bord på et skib.